# Fußball-Weltmeisterschaft 1978/Schweden
Dieser Artikel behandelt die schwedische Fußballnationalmannschaft bei der Fußball-Weltmeisterschaft 1978 in Argentinien.

## Qualifikation
Die schwedische Mannschaft wurde zusammen mit Norwegen und der Schweiz in die Gruppe 6 der europäischen Qualifikation gelost.
Am 16. Juni 1976 startete die schwedische Auswahl gut in die Qualifikation, als in Stockholm durch Tore von Andersson und Thomas Sjöberg ein 2:0-Erfolg gegen den skandinavischen Nachbarn gelang. Am 9. Oktober des Jahres gelang im zweiten Qualifikationsspiel der zweite Sieg. In Basel wurde durch Tore von Sjöberg und Bo Börjesson bei einem Gegentreffer durch Serge Trinchero die Schweiz mit 2:1 besiegt. Nachdem am 8. Juni 1977 im Rückspiel die Schweizer Auswahl durch wiederum zwei Treffer von Sjöberg und Börjesson und das Gegentor von Peter Risi erneut mit 2:1 besiegt wurde, sah die Mannschaft schon fast wie der Gruppensieger aus. Am 7. September hätte ein Unentschieden genügt, ob sich für die Endrunde zu qualifizieren, jedoch schaffte Norwegen durch Tore von Ottensen und Odd Iversen einen 2:1-Erfolg gegen die schwedische Auswahl, Sjöbergs zwischenzeitlicher Ausgleich hatte nicht genügt. Damit musste die schwedische Nationalelf bis zum 30. Oktober zittern, ehe die Schweiz durch ein Tor von Claudio Sulser die Auswahl des Nachbarlandes mit 1:0 besiegte und Schweden somit den Weg nach Argentinien ebnete.
| Datum             | Begegnung           | Ergebnis  |
| 16. Juni 1976     | Schweden – Norwegen | 2:0 (1:0) |
| 9. Oktober 1976   | Schweiz – Schweden  | 1:2 (1:1) |
| 8. Juni 1977      | Schweden – Schweiz  | 2:1 (0:0) |
| 7. September 1977 | Norwegen – Schweden | 2:1 (0:0) |

## Schwedisches Aufgebot
| 1                 | Ronnie Hellström   | 1. FC Kaiserslautern   | 21.02.1949 | 3 | 0 | 0 | 0 |  |  |
| 12                | Göran Hagberg      | Östers IF              | 08.11.1947 | 0 | 0 | 0 | 0 |  |  |
| 17                | Jan Möller         | Malmö FF               | 17.09.1953 | 0 | 0 | 0 | 0 |  |  |
| Abwehrspieler     |                    |                        |            |   |   |   |   |  |  |
| 2                 | Hans Borg          | Eintracht Braunschweig | 04.08.1953 | 3 | 0 | 1 | 0 |  |  |
| 3                 | Roy Andersson      | Malmö FF               | 02.08.1949 | 3 | 0 | 0 | 0 |  |  |
| 4                 | Björn Nordqvist    | IFK Göteborg           | 06.10.1942 | 3 | 0 | 0 | 0 |  |  |
| 5                 | Ingemar Erlandsson | Malmö FF               | 16.11.1957 | 3 | 0 | 0 | 0 |  |  |
| 13                | Magnus Andersson   | Malmö FF               | 23.04.1958 | 0 | 0 | 0 | 0 |  |  |
| 14                | Ronald Åhman       | Örebro SK              | 31.01.1957 | 0 | 0 | 0 | 0 |  |  |
| 19                | Kent Karlsson      | IFK Eskilstuna         | 25.11.1945 | 0 | 0 | 0 | 0 |  |  |
| 20                | Roland Andersson   | Malmö FF               | 28.03.1950 | 0 | 0 | 0 | 0 |  |  |
| Mittelfeldspieler |                    |                        |            |   |   |   |   |  |  |
| 6                 | Staffan Tapper     | Malmö FF               | 10.07.1948 | 2 | 0 | 0 | 0 |  |  |
| 7                 | Anders Linderoth   | Olympique Marseille    | 21.03.1950 | 3 | 0 | 0 | 0 |  |  |
| 8                 | Bo Larsson         | Malmö FF               | 05.05.1944 | 3 | 0 | 0 | 0 |  |  |
| 9                 | Lennart Larsson    | FC Schalke 04          | 09.07.1953 | 3 | 0 | 0 | 0 |  |  |
| 10                | Thomas Sjöberg     | Malmö FF               | 06.07.1952 | 3 | 1 | 0 | 0 |  |  |
| 18                | Olle Nordin        | IFK Göteborg           | 23.11.1949 | 1 | 0 | 0 | 0 |  |  |
| Stürmer           |                    |                        |            |   |   |   |   |  |  |
| 11                | Benny Wendt        | 1. FC Kaiserslautern   | 04.11.1950 | 3 | 0 | 0 | 0 |  |  |
| 15                | Torbjörn Nilsson   | IFK Göteborg           | 09.07.1954 | 1 | 0 | 0 | 0 |  |  |
| 16                | Conny Torstensson  | FC Zürich              | 28.08.1949 | 1 | 0 | 0 | 0 |  |  |
| 21                | Sanny Åslund       | AIK Solna              | 29.08.1952 | 0 | 0 | 0 | 0 |  |  |
| 22                | Ralf Edström       | IFK Göteborg           | 07.10.1952 | 3 | 0 | 0 | 0 |  |  |
| Trainer           |                    |                        |            |   |   |   |   |  |  |
|                   | Georg Ericson      |                        | 18.12.1919 |   |   |   |   |  |  |

## Weltmeisterschaftsendrunde
Die schwedische Nationalmannschaft wurde in die Vorrundengruppe 3 gelost, wo sie auf Brasilien, Österreich und Spanien traf.
| 3. Juni 1978 im Estadio José María Minella in Mar del Plata  |   |          |     |
| Brasilien                                                    | - | Schweden | 1:1 |
| 7. Juni 1978 im Estadio José María Minella in Mar del Plata  |   |          |     |
| Österreich                                                   | - | Schweden | 1:0 |
| 10. Juni 1970 im Estadio José María Minella in Mar del Plata |   |          |     |
| Spanien                                                      | - | Schweden | 1:0 |

Am 3. Juni traf Schweden im ersten Gruppenspiel vor 38.000 Zuschauern auf die favorisierten Brasilianer. Diese konnten jedoch nicht überzeugen und konnten, nachdem Sjöberg seine Farben in Führung geschossen hatte, nur noch durch Reinaldo ausgleichen. Am Ende blieb es bei dem Unentschieden und ein Protest der Brasilianer gegen den Schiedsrichter Thomas aus Wales, der einseitig gepfiffen habe, wurde abgelehnt.
Vier Tage später ging es im zweiten Gruppenspiel gegen die österreichische Auswahl, die in ihrem Auftaktspiel überraschend Spanien mit 2:1 besiegen konnte. Durch einen von Hans Krankl verwandelten Foulelfmeter konnte sich die Elf aus der Alpenrepublik mit 1:0 durchsetzen. Damit sanken die Chancen auf ein Weiterkommen gegen Null, denn bei einem eigenen Sieg gegen die spanische Nationalmannschaft bedürfte es eines gleichzeitigen Erfolges der Österreicher gegen Brasilien.
Am 10. Juni erzielte Juan Manuel Asensi den einzigen Treffer im Spiel der bis dato sieglosen Mannschaften aus Schweden und Spanien. Damit stand fest, dass die Skandinavier als Tabellenletzter die vorzeitige Abreise antreten mussten. Da sich Brasilien gegen die Überraschungsmannschaft aus Österreich mit einem mühsamen 1:0-Erfolg durchsetzte, war der Sieg der Iberer im letzten Spiel wertlos und diese verließen ebenso das Turnier vorzeitig.
Bis sich Schweden wieder für ein großes Turnier – der Weltmeisterschaft 1990 – qualifizieren sollte, dauerte es zwölf Jahre.